# Augustaplatz

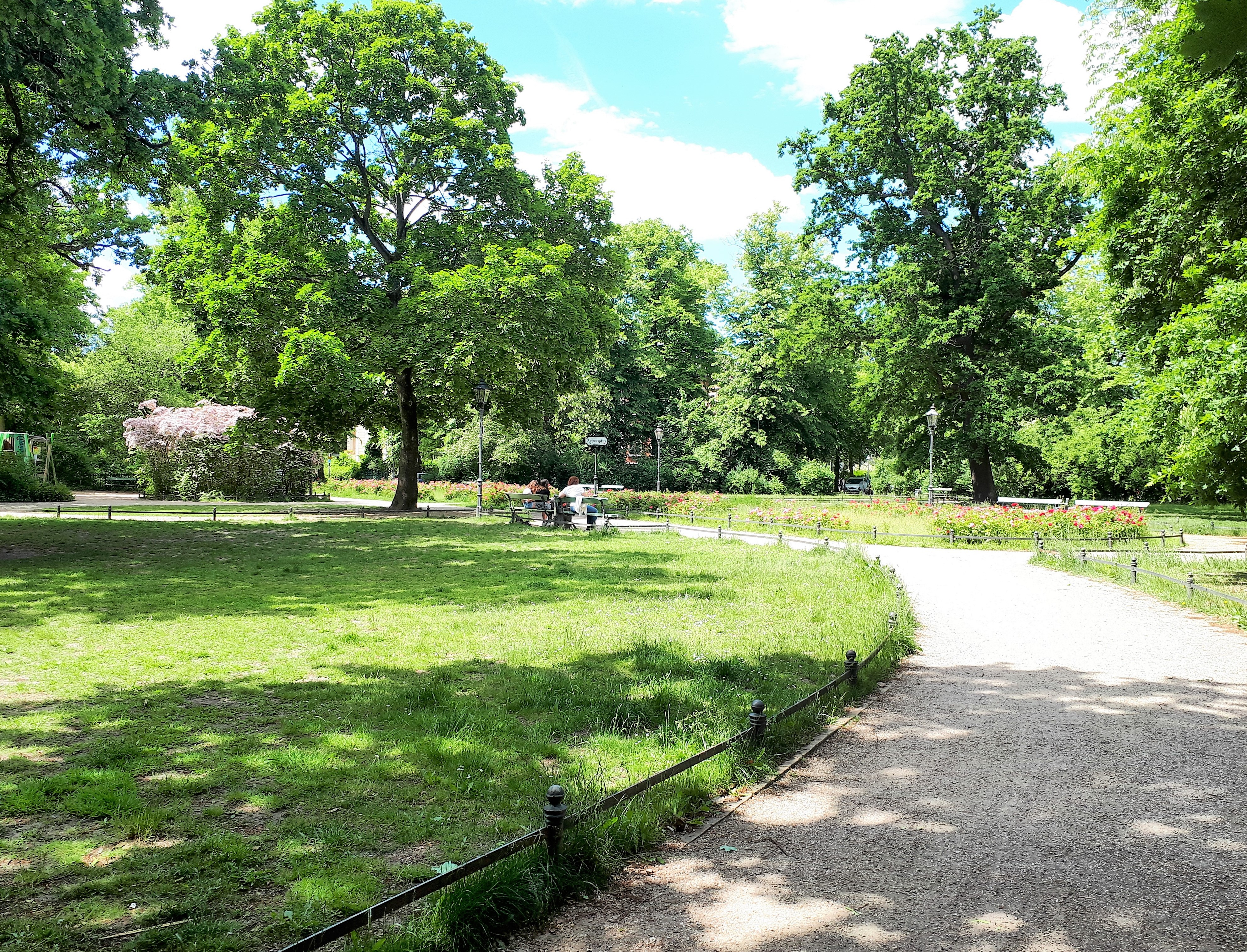
Augustaplatz

Der Augustaplatz liegt im Berliner Ortsteil Lichterfelde in der Augustastraße. Die kreisrunde Parkanlage wird von einem Kreisverkehr gesäumt, auf den fünf Straßen zulaufen. 
Er ist ein eingetragenes Gartendenkmal und wird nach den originalen Plänen von 1905 als symmetrisch angelegter Rosengarten gepflegt.
Kennzeichnend für ihn sind eine Vielzahl repräsentativer Villen, die gegen Ende des 19. Jahrhunderts um den Platz herum errichtet worden sind. In ihnen lebten damals Honoratioren der Berliner Gesellschaft.
Dieser Platz mit seinen fünf Straßeneinmündungen hat einen Durchmesser von 120 Metern, die Insel einen Durchmesser von 100 Metern, und hat damit eine Fläche von etwa 0,8 Hektar.